# إيرينا ليفيتينا
إيرينا سولومونوفنا ليفيتينا (من مواليد 8 يونيو 1954) هي لاعبة شطرنج سوفيتية سابقة وأمريكية حالية. في لعبة الشطرنج، كانت مرشحة لبطولة ألقاب الاتحاد الدولي للشطرنج عام 1984 وحصلت على لقب بطولة العالم للشطرنج النسوية. فازت بست بطولات عالمية، أربع سيدات واثنتان مختلطتان، بما في ذلك اللعب في فريقين من الولايات المتحدة الأمريكية بطلة العالم.

## مهنة الشطرنج

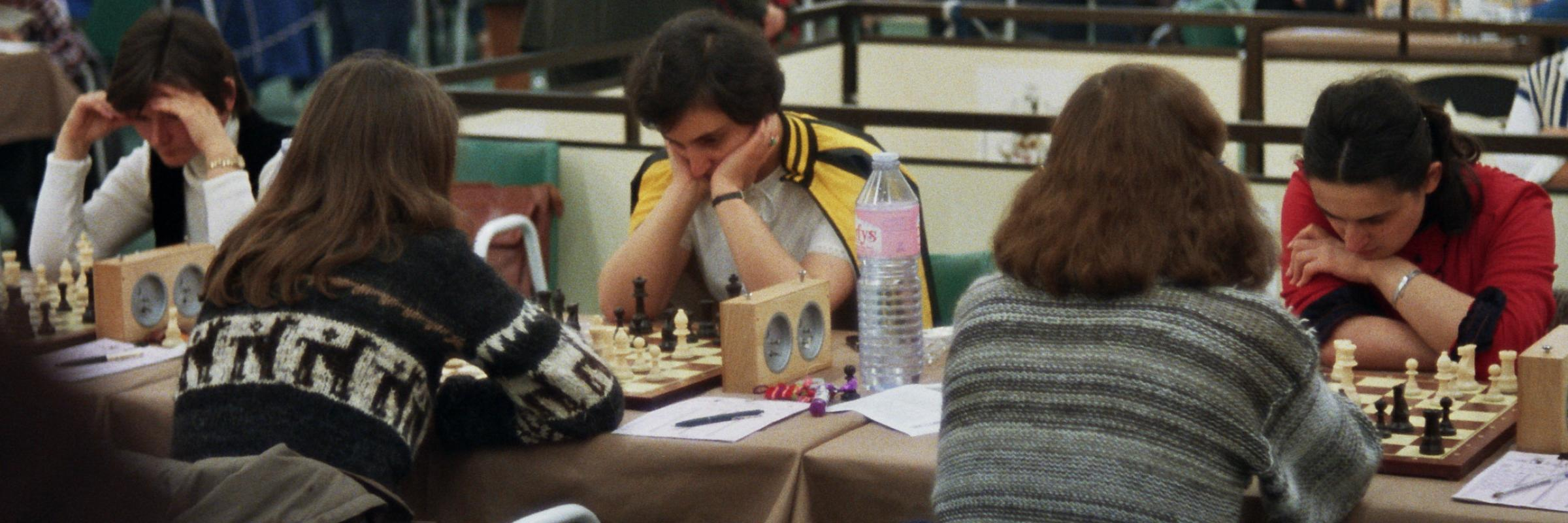
أولمبياد الشطرنج 1984 في سالونيك

في عام 1973، تعادلت في المركزين الثاني والخامس في منورقة (بين المناطق). في عام 1974، تغلبت على فالنتينا كوزلوفسكايا 6،5: 5،5 في كيسلوفودسك (مباراة نصف النهائي). وفي عام 1975 خسرت أمام نونا جابرينداشفيلي 8: 9 في المباراة النهائية في موسكو. في عام 1977، خسرت أمام آلا كوشنير 3: 6 في مباراة ربع النهائي في دورتموند.
في عام 1982، حصلت على المركز الثاني في تبليسي (بين المناطق). في عام 1983، تغلبت على نونا جابرينداشفيلي 6: 4 في لفوف (ربع النهائي)، والإسكندرية 7،5: 6،5 في دوبنا (نصف النهائي). في عام 1984، تغلبت على ليديا سيمينوفا 7:5 في سوتشي (النهائي) وأصبحت منافسة في بطولة العالم للسيدات. خسرت ليفيتينا أمام مايا تشيبوردانيدزه بنتيجة 5½: 8½ في مباراة اللقب في فولجوجراد 1984.
في عام 1986، حصلت على المركز السابع في مالمو (بطولة المرشحين؛ فازت إيلينا أخميلوفسكايا). في عام 1987، تعادلت في المركزين الثاني والرابع في سميديريفسكا بالانكا (بين المناطق). في عام 1988، تعادلت في المركزين الثالث والرابع في تسقالتوبو (المرشحون). في عام 1991، تعادلت في المركزين الثالث والرابع في سوبتيتسا (بين المناطق). في عام 1992، حصلت على المركز السادس في شانغهاي (المرشحون: فازت سوزان بولغار).
كانت بطلة الاتحاد السوفييتي للسيدات أربع مرات في أعوام 1971، و1978 (مشتركًا)، و1979، و1981.
بعد هجرتها في عام 1990 إلى الولايات المتحدة، كانت أيضًا بطلة الولايات المتحدة للسيدات في عام 1991 (بالاشتراك)، و1992، و1993 (بالاشتراك).
حصلت على ألقاب ألقاب الاتحاد الدولي للشطرنج عام 1972، ألقاب الاتحاد الدولي للشطرنج للسيدات عام 1976.

## مهنة الجسر
أصبحت ليفيتينا الآن لاعبة جسر محترفة. لقد فازت بخمسة ألقاب لأبطال العالم في الجسر النسائي والعديد من الألقاب "الوطنية" (الأحداث الكبرى في بطولة أمريكا الشمالية للجسر، والاجتماعات التي تقام ثلاث مرات سنويًا لمدة 10 أيام). في وقت ما قبل الاجتماعات الأوروبية والعالمية لعام 2014 (الصيف وأكتوبر)، احتلت ليفيتينا المرتبة 15 من بين 73 سيدات عالميات من حيث النقاط الرئيسية العالمية والخامسة من خلال وضع النقاط التي لا تتحلل بمرور الوقت.
في عام 1986، فازت ليفيتينا بجائزة ألبواتر لأفضل توزيع ورق لهذا العام من قبل لاعبة، لتصبح أول مواطنة سوفياتية تفوز بجائزة البريدج.إيرينا سولومونوفنا ليفيتينا في بطولة العالم العاشرة للجسر، ليل، فرنسا، 1998.

## إنجازات الجسر

### الجوائز

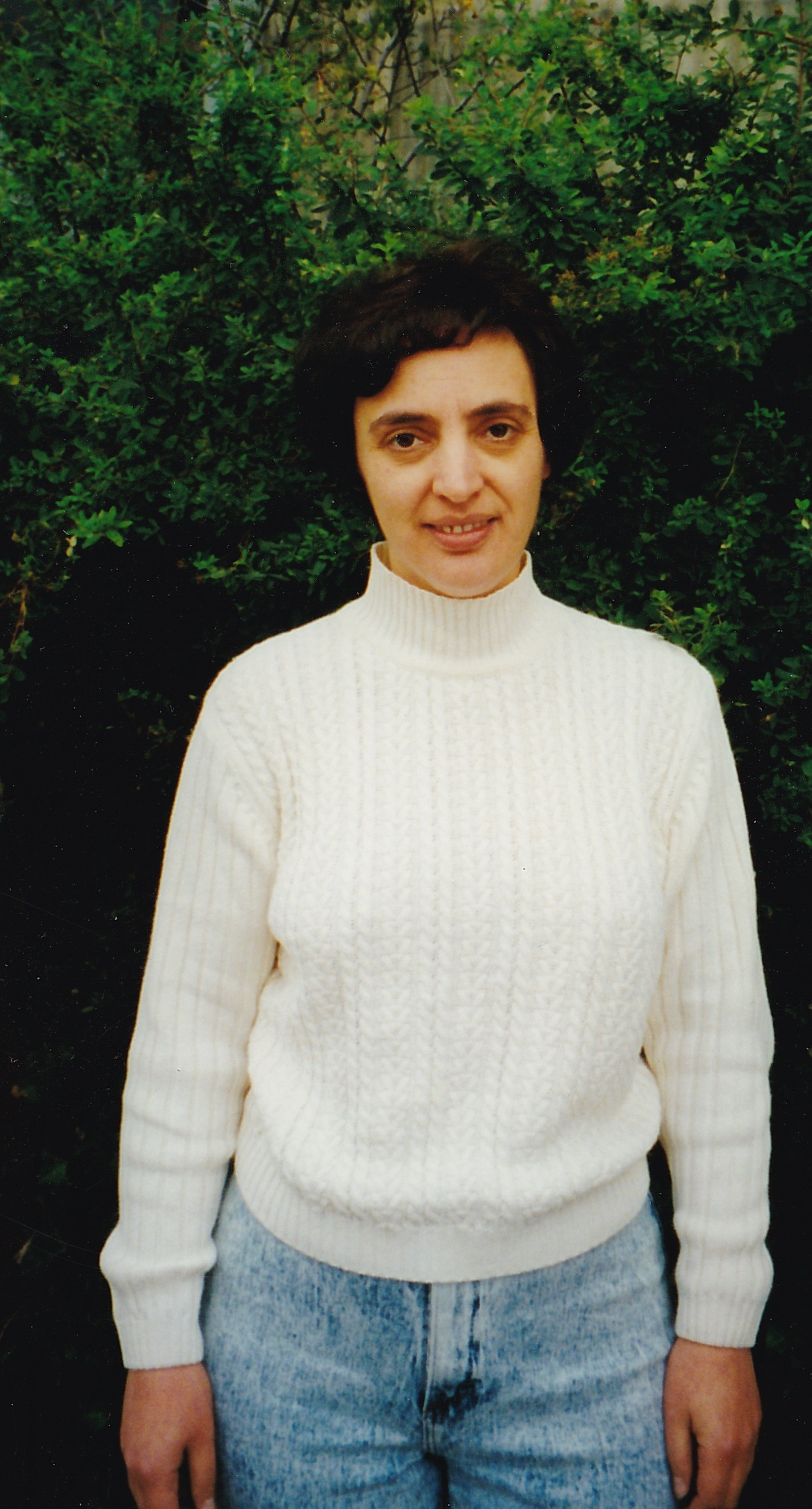
إيرينا سولومونوفنا ليفيتينا في بطولة العالم العاشرة للجسر، ليل، فرنسا، 1998.

جائزة ألبووتر 1986

### انتصارات
- كأس البندقية (1) 2007
- أولمبياد العالم لفرق السيدات (1) 1996
- كأس ماكونيل (1) 2002
- أزواج سيدات العالم (1) 2006
- الفرق المختلطة عبر الوطنية (1) 2000
- بطولة أمريكا الشمالية للجسر (9)
- منتخبات سويسرا للسيدات (3) 2001، 2005، 2007
- فرق مباراة المجلس للسيدات (3) 2004، 2006، 2008
- فرق خروج المغلوب للسيدات (3) 1993، 1995، 2008
- بطولة الولايات المتحدة للجسر (5)
- تجارب فرق السيدات (5) 1996، 2001، 2005، 2007، 2009

### الوصيفة
- كأس ماكونيل (1) 2006
- بطولة أمريكا الشمالية للجسر (5)
- فرق أمريكا الشمالية السويسرية (1) 1995
- المنتخبات السويسرية للسيدات (1) 2008
- فرق مباراة المجلس للسيدات (1) 2001
- فرق خروج المغلوب للسيدات (2) 1998، 2004
- بطولة الولايات المتحدة للجسر (3)
- التجارب الجماعية للسيدات (3) 2000، 2004، 2008

## ألعاب الشطرنج البارزة
- نونا جابرينداشفيلي ضد إيرينا ليفيتينا، موسكو (سيدات) 1975، الدفاع الصقلي: كان، نايت فارايشن (B43)، 0-1
- إيرينا ليفيتينا ضد جولتسوفا، سيفاستوبول 1978، الدفاع الصقلي: الصقلية القديمة، الجنرال (B30)، 1-0